# Un cocomero in discesa
Un cocomero in discesa è un album del cantautore italiano Marcello Pieri, pubblicato dall'etichetta discografica Visa nel 1993.
L'album, disponibile su long playing, musicassetta e compact disc, contiene il brano Femmina, presentato al Festival di Sanremo nella sezione "Novità" ed eliminato dopo la prima esecuzione.

## Tracce

### Lato A
1. Femmina
2. Un modo ci sarà
3. Pio
4. Cenerentola e Peter Pan
5. Spina di rosa

### Lato B
1. Mi sono accorto che ti amo
2. Tu nell'universo
3. Barbarina
4. Alessia o Mariarosa
5. Cavaliere mascherato